# Santa Marta do Pinhal
Santa Marta do Pinhal – portugalska gmina w powiecie Corroios, w sołectwie Seixal, w dystrykcie Setúbal.